# 김 테레사
김 테레사(金德肋撒, 1797년 ~ 1840년 1월 9일)는 조선의 천주교 박해 때에 순교한 한국 천주교의 103위 성인 중에 한 사람이다. 세례명은 테레사(Theresia)이다. 본관은 김해(金海)이다.
그녀는 한국인 최초의 사제인 순교자 김대건 안드레아의 당고모이며 그의 아버지 순교자 김제준 이냐시오의 사촌이다. 그녀의 할아버지 김진후 비오와 그녀의 아버지 김한현 안드레아 또한 오랜 수감 기간 동안의 혹독한 고문에도 불구하고 예수 그리스도를 증언하며 신앙을 위해 목숨을 바쳤다.

## 생애
김 테레사는 1798년 충청도 면천의 솔뫼 마을 있는 한 순교자 가문에서 태어났다. 그녀는 어릴 때 어머니를 여의었다.
그녀의 아버지 김한현이 동료들과 가족들에게 보낸 편지들은 그의 순교 정신을 보여주고 있으며, 김 테레사의 삶과 그녀의 어머니의 삶에 대한 생각을 나타낸다.
| “ | 시간은 흘러, 우리가 떨어져 지낸지도 벌써 한 해가 지났습니다. 저는 여러분들이 많은 제약에도 불구하고 이 혹독한 겨울을 큰 문제 없이 보내고 있다는 것에 대해 하느님께 감사드립니다. 저의 신앙으로 인해 그들이 저를 수감시킨 덕에, 저는 감옥이 놀라운 곳이라는 것을 알았습니다. 저의 죄 때문에, 저는 아직 순교자의 자격이 없는가 봅니다. 저는 숲속에서 열매를 맺지 못하는 한 그루의 나무와 같군요. | ” |

| “ | 시간은 한번 지나가면 다시는 되돌릴 수 없는 소중한 것입니다. 만일 우리가 노력하지 않는다면, 성공에 대한 희망을 가질 수 있겠습니까? 만일 우리가 영혼을 구원할 수 있는 기회를 놓친다면, 그 기회들을 놓치므로 이 세상에 해가 된다면, 그 손실이 얼마나 크겠습니까? | ” |

| “ | 저는 하느님을 섬기며 제 영혼을 구원 받는 것 외에는 다른 생각이 없이 입교하였습니다. 그리고, 저는 어떤 좋은 일이 벌어질 수 있을까 잠시 의심하였지만, 제 마음속 깊은 곳에서 저는 조금의 의심도 없습니다. 그러나, 제가 제 아내의 불우한 사정을 알았을 때, 슬픔과 고통으로 가슴이 미어졌습니다. 저는 제 아내가 이 엄동설한에 아무도 의지할 사람이 없다는 사실을 알립니다. 전에 그녀는 친척이나 친구의 집에 머물렀었지만, 지금은 누구든 저와 연관되는 것이 두려워 그녀를 도우려 하지 않습니다. 그들은 문제에 휘말리는 것을 염려합니다. 참으로 무정하고 냉혹한 상황입니다. | ” |

| “ | 하느님을 섬기며 저희의 영혼을 구원 받기 위하여 입교한 저희에게는 위대한 희생이 요구됩니다. 저희는 집을 떠나서 저희가 이방인이 되는 먼 곳으로 가야 합니다. 저는 좋든 나쁘든 그것은 하느님의 뜻임을 믿습니다. 만일 하느님의 손에서 비롯된 좋고 나쁜 모든 것들을 받아들이는 것이 구원을 위한 길이라면 어려움에 처한 사람들을 받아들이고 돕는 것도 하나의 길이 될 것입니다. 여러분께 간청합니다. 갈 곳 없는 제 아내를 돌봐주십시오. 그러시면 여러분의 구원에 도움이 될 것입니다. 교회는 하나의 몸입니다. 우주 또한 하나입니다. 만약 그 원리가 사랑과 일치 안에 있지 않다면 어떻게 살 수 있겠습니까? 하나의 몸은 많은 부분으로 이루어집니다. 그런데, 어떻게 한 부분이 다른 부분들을 싫다고 하거나 그것들을 배신할 수 있겠습니까? 그것들은 분명 서로를 도우며 지원할 것입니다. 각각의 사람은 독립적이지만, 하느님은 머리이십니다. | ” |
|   | — 이생원에게 보내는 편지 |   |

| “ | 경상도에서 남녀노소 할 것 없이 백 명 이상의 사람이 체포되었습니다. 그들은 일부는 감옥에서 굶어 죽었고 일부는 이곳으로 이송되어 오던 도중에 죽었습니다. 신앙이 약한 일부는 배교하였고, 그래서 지금은 13 명만이 남았습니다. 하느님의 은총으로 저희는 아직 살아있습니다. 저희는 실로 감사함으로 충만합니다. 그러나, 저는 육체적으로 강하지 않기 때문에, 저에게 있어서 이 상황을 기쁘게 견디는 것은 어려운 일이군요. | ” |
|   | — 형에게 보내는 편지 |   |

| “ | 만일 여려분이 예수님을 위해 고통을 감내한다면, 여러분은 하느님의 선민이 될 것입니다. 모든 것은 선과 악 중 하나의 선택에 달려 있습니다. 그러므로, 저는 여러분께 어떤 일이 닥쳐도 용감히 견뎌내실 것을 당부합니다. | ” |

| “ | 저는 1년 이상을 이 고통의 감옥에 있었습니다만, 특별한 은총으로 인해 저는 괜찮습니다. 저는 이 은총에 대해 하느님께 감사드리며 순교의 마지막 영광을 바랄 뿐입니다. 그러나, 저는 이 은총에 대한 자격이 없을까봐 두렵습니다. 이 편안한 삶이 제 영혼을 나약하게 만들고, 영혼이 약해지니 욕욕의 힘이 커져갑니다. 저는 제 인생에 다시는 오지 않을 이 기회를 놓칠까봐 두렵습니다. ... 저는 진심으로 하느님께서 이내 저를 제 목적지로 데려다 주시기를 기도 드립니다. | ” |
|   | — 형에게 보내는 두번째 편지 |   |

김 테레사는 친절하고 자비로웠다. 그녀는 17세에 교우 손연욱 요셉과 결혼했다. 그녀는 여러 명의 자녀를 낳아 기르며 하느님을 사랑하라고 가르쳤다. 그녀의 남편은 1824년에 해미 감옥에서 옥사로 순교하였다. 그녀는 32세에 미망인이 된 후부터, 수요일과 금요일의 단식을 지키며 금욕의 삶을 살았는데, 사람들에게 기독교의 모범적인 아내이자 미망인이라고 불릴 정도였다. 그녀는 어릴 때부터 심신으로부터 나타나는 강인한 의지를 소유하고 있었다.
청국인 사제 유방제 파치피코 신부가 조선에 왔을 때, 김 테레사는 정정혜와 함께 그의 가사도우미로 선발되었고, 그의 처소를 돌보았다. 유방제 신부와 주위 사람들은 그녀를 기독교 생활의 본보기라며 극찬했다. 유방제 신부가 조선을 떠난 후, 김 테레사는 체포될 위험에도 불구하고, 앵베르 주교의 가사도우미 여성들 중 한 사람이 되었다. 1839년 기해년에 박해가 발발했지만, 그녀는 도망가지 않았고, 7월 11일에 정하상 일가와 함께 체포되었다. 그때 그녀의 나이 44세였다. 그녀는 포청 감옥에서 이광헌의 딸 이 아가타를 만나 서로를 위로하고 격려했다. 그녀는 좌기 6차례, 태형 280대 등 여러 차례의 혹독한 고문과 형벌 받으면서도 절대로 그녀의 신앙을 굽히지 않았고 선교사들과 교우들의 위치를 발설하지도 않았다. 그녀는 약 6개월 동안 수감 생활의 온갖 고통을 견뎌내고 1840년 1월 9일에 한양의 포청옥에서 이 아가타와 함께 교수형을 받아 순교하였다.

## 시복 · 시성
김 테레사는 1925년 7월 5일에 성 베드로 광장에서 교황 비오 11세가 집전한 79위 시복식을 통해 복자 품에 올랐고, 1984년 5월 6일에 서울특별시 여의도에서 한국 천주교 창립 200주년을 기념하여 방한한 교황 요한 바오로 2세가 집전한 미사 중에 이뤄진 103위 시성식을 통해 성인 품에 올랐다.

## 참고 문헌
- 가톨릭 사전: 김데레사
- Catholic Bishop's Conference Of Korea. 103 Martryr Saints: 김 데레사 Teresia Kim 보관됨 2014-11-29 - 웨이백 머신